# Prickly Pear Cay East
Prickly Pear Cay East est une île du territoire d'Anguilla, dans les Petites Antilles.